# Bahía de Caracas
Bahía de Caracas (en neerlandés: Caracasbaai) es el nombre que recibe una bahía natural de aguas profundas y playa en el suroeste de la isla caribeña de Curazao al sur de la capital entre la laguna de Jan Thiel (Lagun Jan Thiel) y la Bahía de Fuik (Fuikbaai) Cuenta con 2 espacios amplios para barcos de todo tipo, se trata de un lugar adecuado por sus condiciones naturales para la reparación y mantenimiento de buques, ya que se encuentra protegido del viento y el mar.
Ha habido intentos para desarrollarla la península en la Bahía como un área turística lo que ha producido el rechazo de grupos ecologistas.